# 田辺廃寺跡

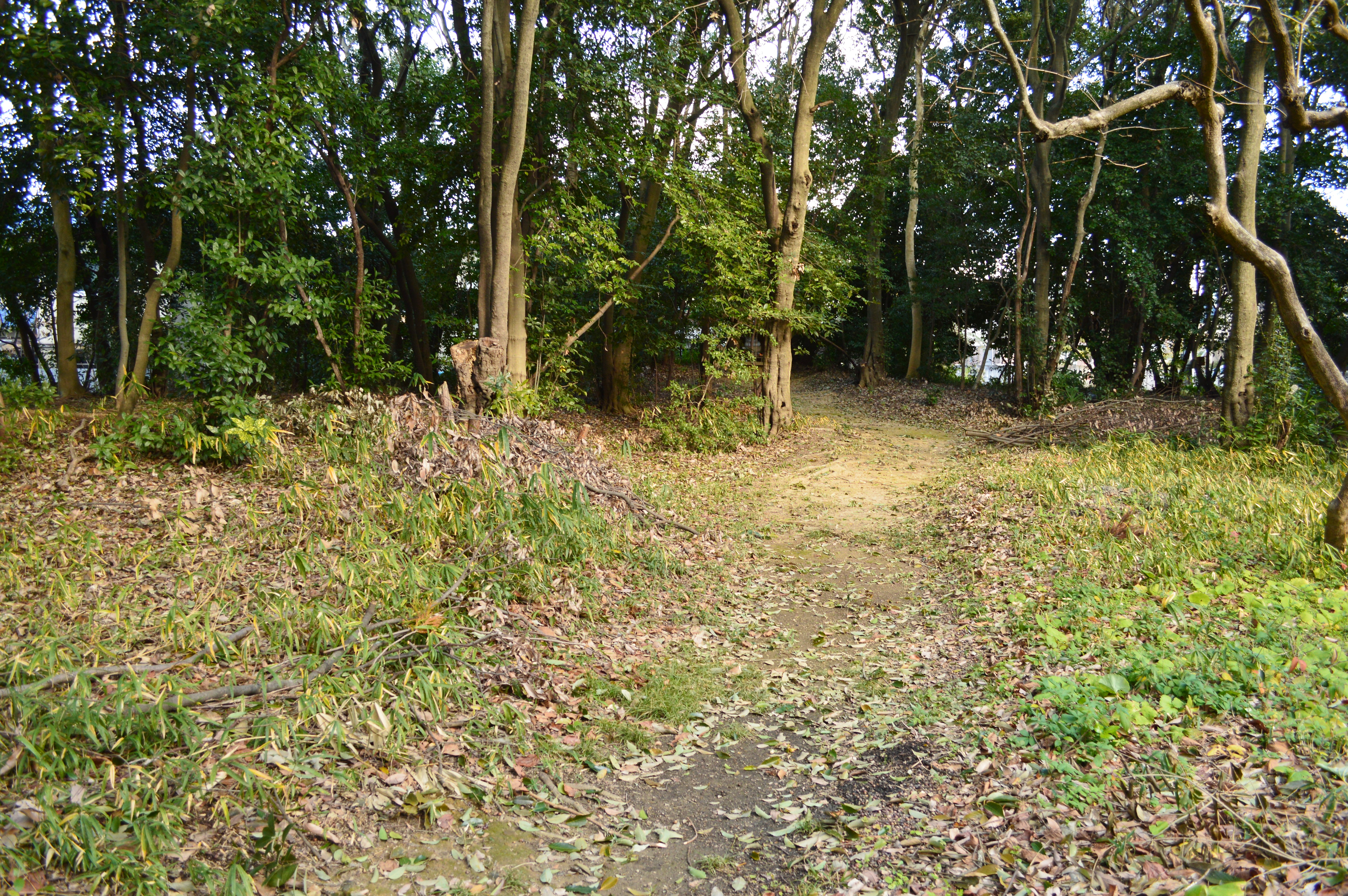
田辺廃寺跡 伽藍左に西塔跡、右に東塔跡、奥に金堂跡。

田辺廃寺跡（たなべはいじあと）は、大阪府柏原市田辺にある古代寺院跡。国の史跡に指定されている。

## 概要

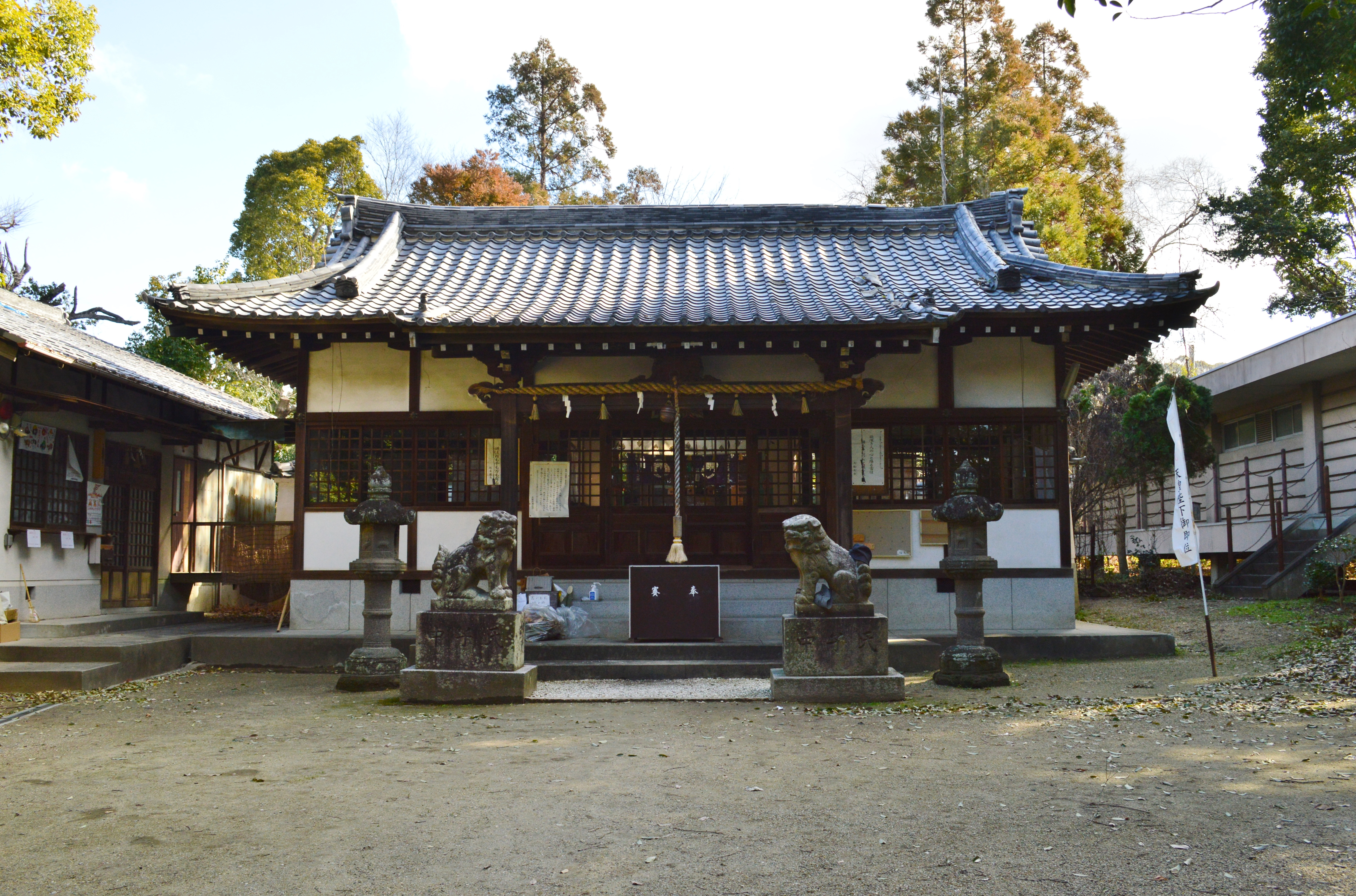
春日神社

大阪府東部、大和川南岸において、明神山系から西に延びた台地上に位置する。現在は春日神社境内に所在する。1971年（昭和46年）に発掘調査が実施されている。
伽藍は薬師寺式伽藍配置で、金堂を北、塔を東西に配する。創建は白鳳期の7世紀末葉頃で、奈良時代の8世紀前半にかけて堂塔の整備が進んだが、平安時代前期頃に焼失し、金堂のみが再建されて室町時代まで継続したと推測される。一帯は百済系渡来氏族の田辺史（田辺氏）の本貫地として知られることから、田辺史一族の氏寺と推定される寺院跡になる。
寺域は1975年（昭和50年）に国の史跡に指定されている。

## 歴史

### 古代
創建は不詳。発掘調査によれば、白鳳期の7世紀末葉頃に創建され、奈良時代の8世紀前半にかけて堂塔が整備されたと推測される。
田辺廃寺の位置する河内国安宿郡は百済系渡来氏族の田辺史（田辺氏）の本貫地であることから、田辺史の氏寺として創建されたと推測される。付近には7世紀代の終末期群集墳である田辺古墳群、8世紀代の火葬墓群である田辺古墓群の分布も知られ、田辺史の墓地になるとして田辺廃寺との関連性が注目される。また田辺史大隅が藤原不比等を育てていることから、田辺廃寺の所在する春日神社（藤原氏氏神）との関連を指摘する説もある。
その後、平安時代前期頃に火災のため焼失し、金堂のみ再建されて室町時代まで継続したと推測される。

### 近代以降
近代以降の変遷は次の通り。
- 1971年（昭和46年）、南門・東塔・西塔・金堂の発掘調査（大阪府教育委員会、1972年に概報刊行）[3]。
- 1975年（昭和50年）7月19日、国の史跡に指定[1]。
- 2005年（平成17年）12月、盗掘事件。

## 遺構

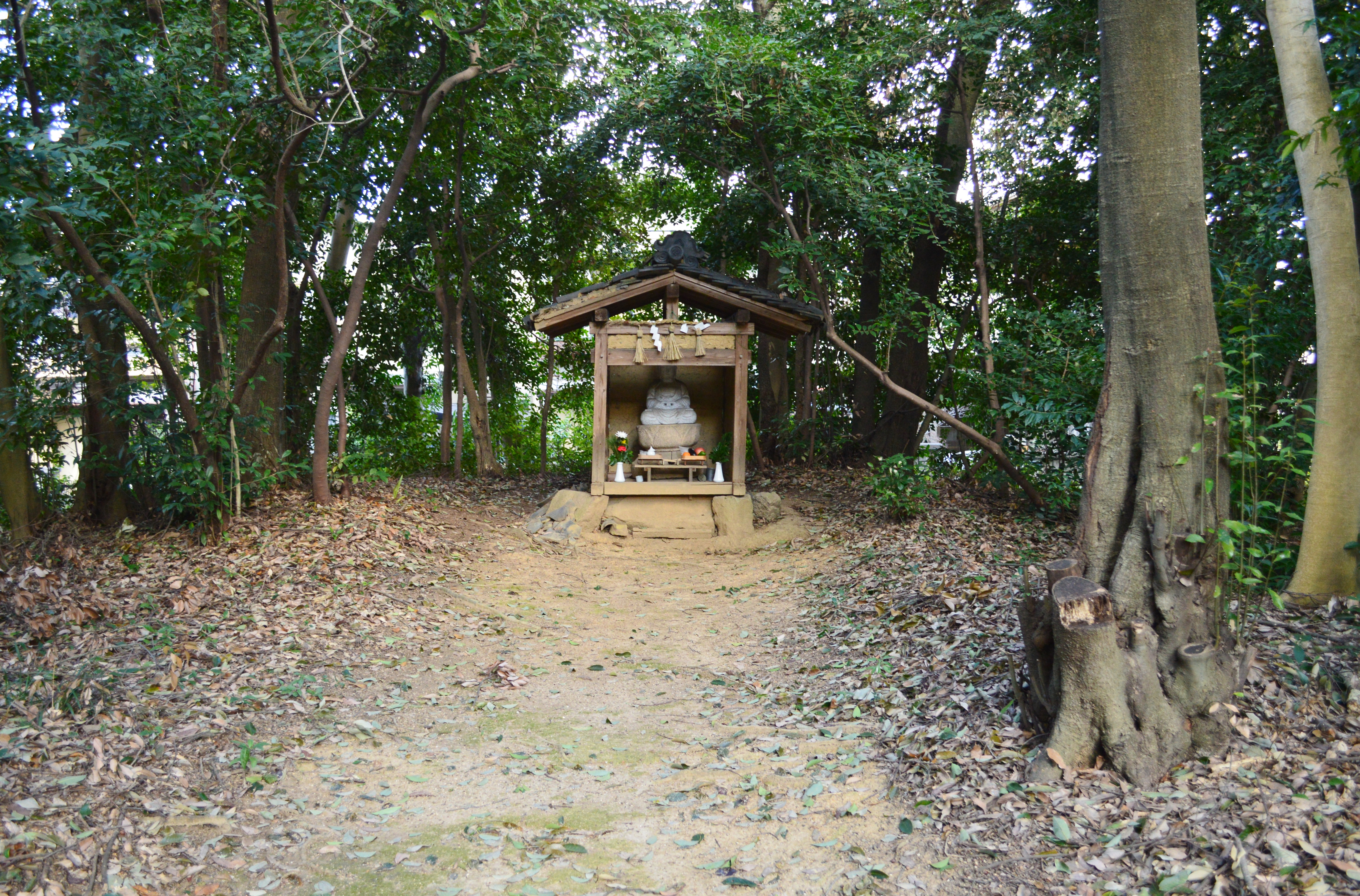
金堂跡

寺域は東西約110メートル（1町）・南北110メートル以上（1町以上）と推定される。金堂を北、塔を東西に配する薬師寺式伽藍配置であり、主要伽藍として金堂・東西両塔・南大門の遺構が認められる。遺構の詳細は次の通り。
- 金堂 - 基壇化粧は瓦積基壇[2]。
- 西塔 - 基壇化粧は瓦積基壇。三重塔と推定される[2]。
- 東塔 - 基壇化粧は塼積基壇。三重塔と推定される[2]。
- 南大門 - 東西三間・南北二間の八脚門[2]。
- 回廊 - 中門左右から出て、堂塔を囲む。推定で約55メートル（半町）四方を測る[2]。

その他の伽藍として、講堂は削平のため検出されておらず、僧房・食堂も明らかでない。
寺域からの出土品としては多量の瓦等がある。創建期の瓦は金堂・西塔に多い線鋸歯文縁素弁八葉蓮華文軒丸瓦・偏行忍冬唐草文軒平瓦であり、7世紀末葉の藤原宮造営期に位置づけられる。同型式の軒瓦は周辺の五十村廃寺・原山廃寺・円明廃寺のほか、香川県の仲村廃寺・開法寺でも知られ、関連性が注目される。出土品の様相によれば、7世紀末葉頃から8世紀中葉頃までに金堂→西塔→東塔の順で整備されたと推測される。

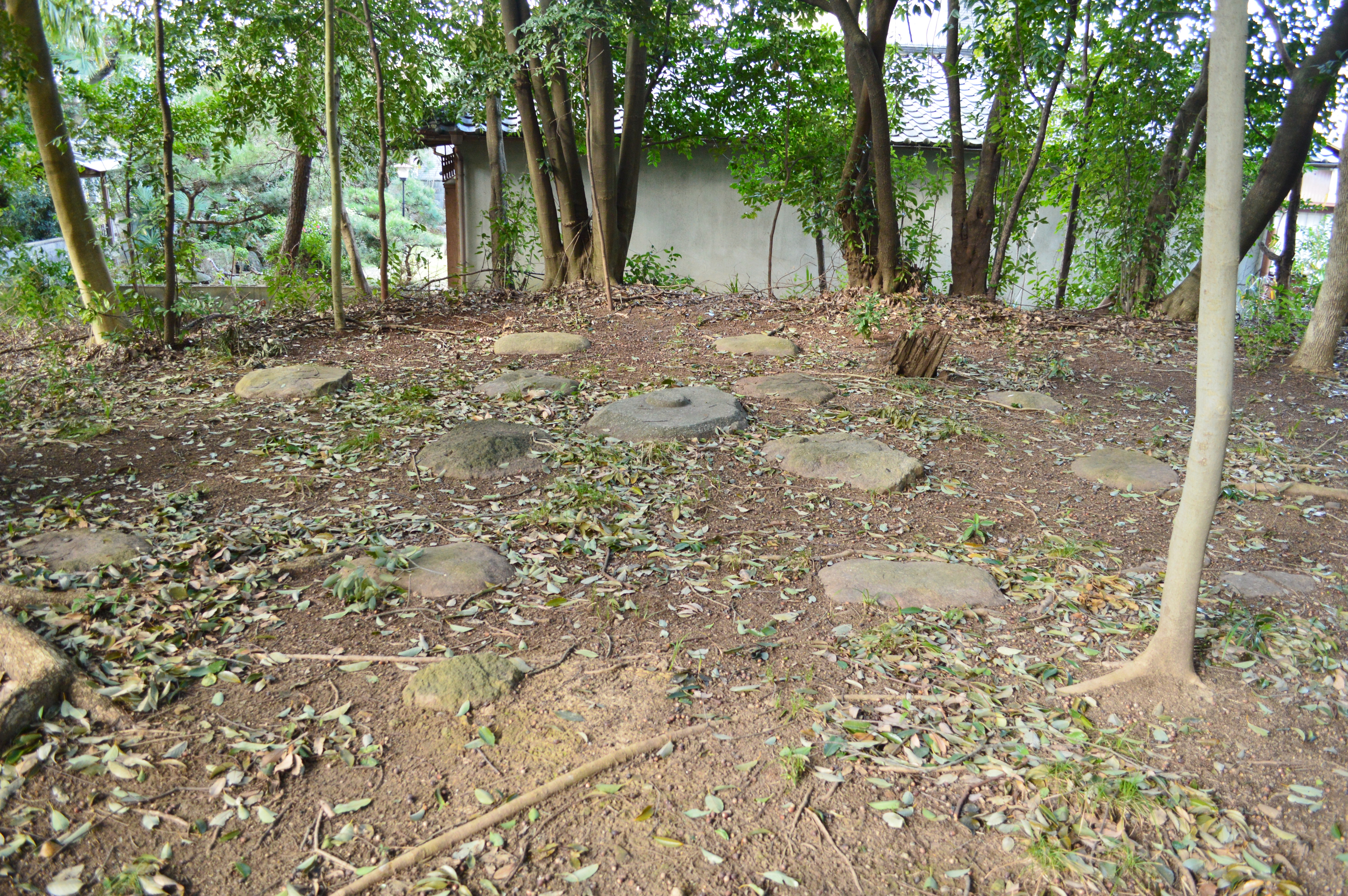
西塔跡
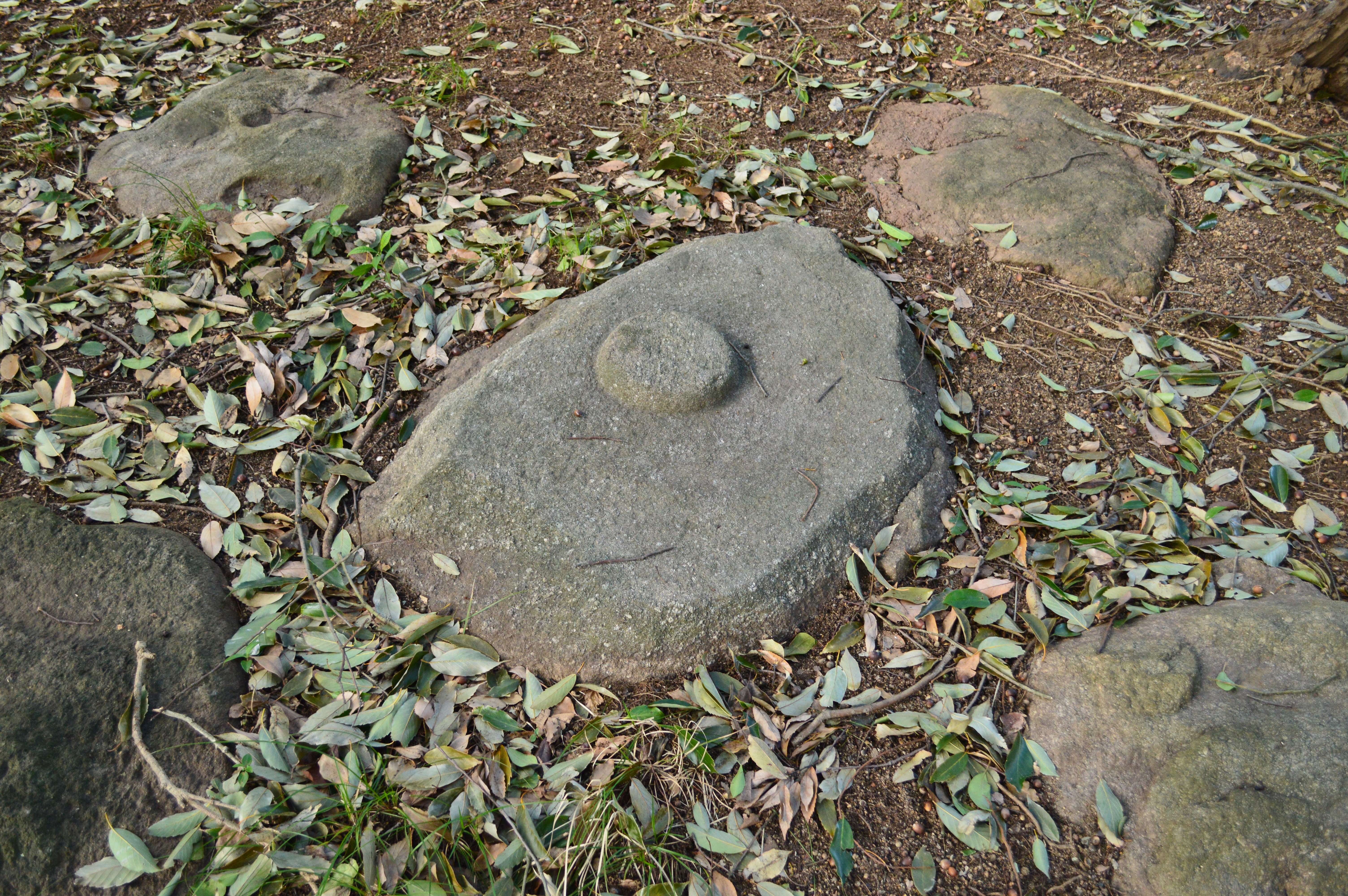
西塔心礎
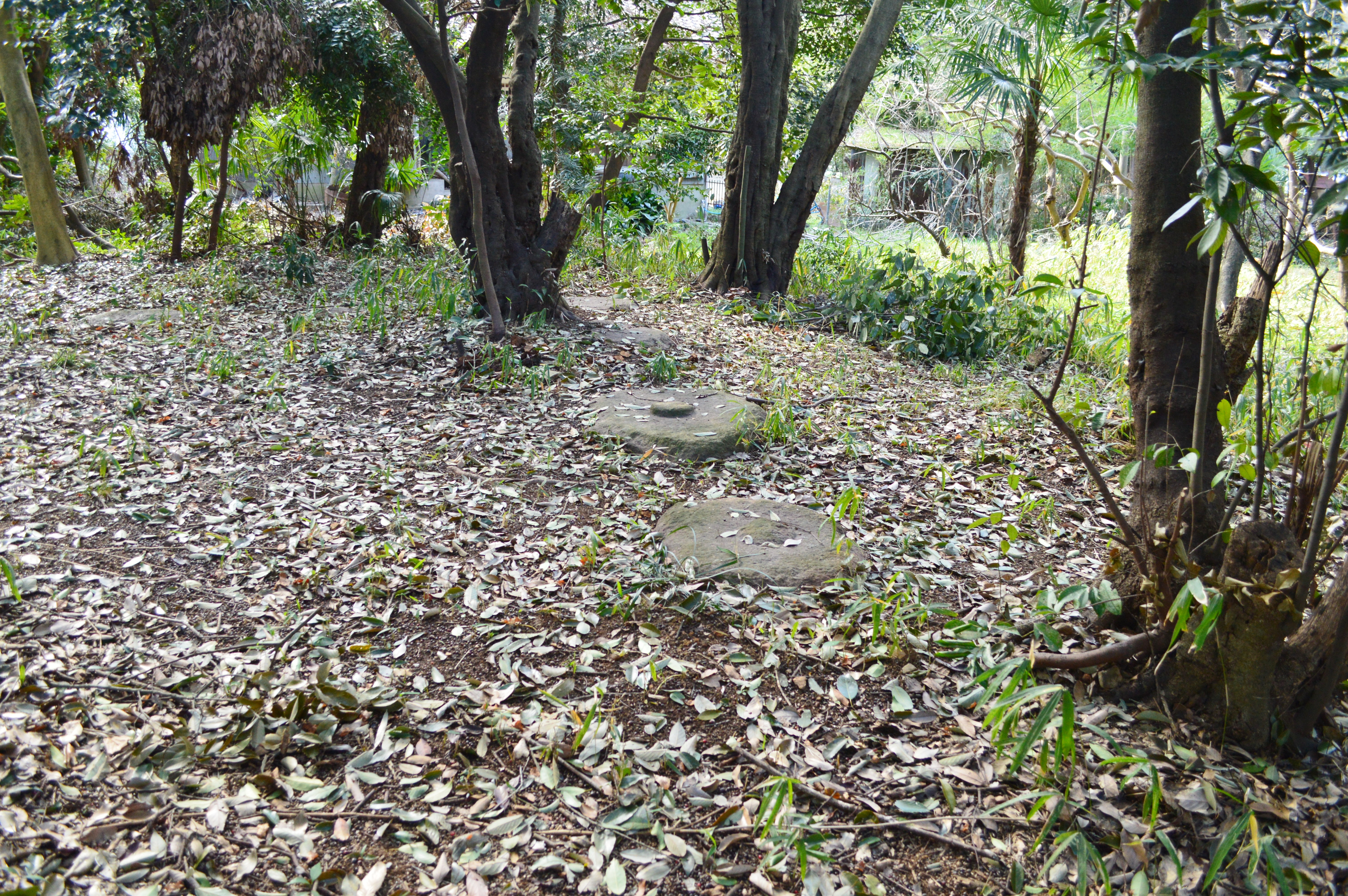
東塔跡
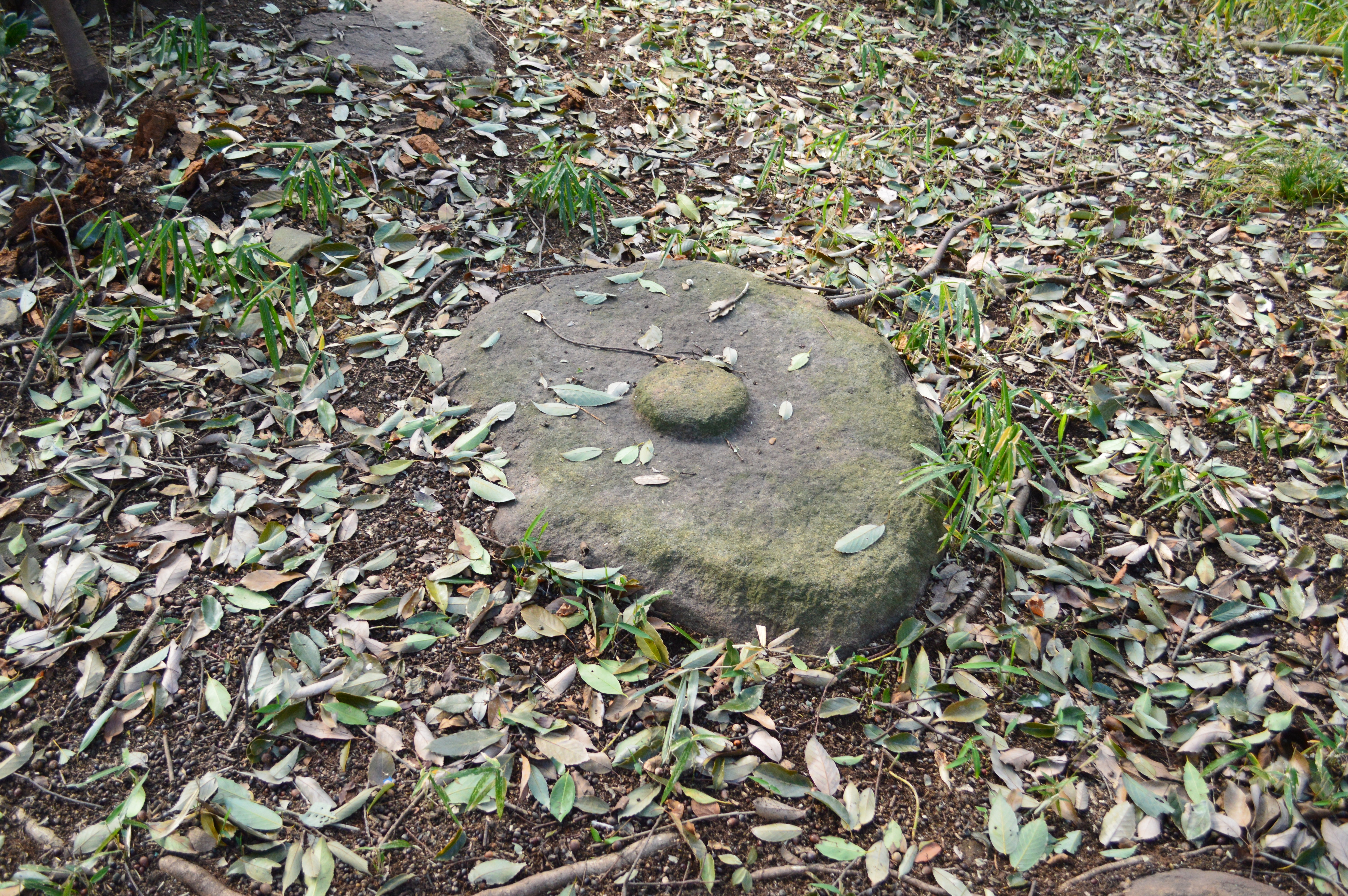
東塔心礎
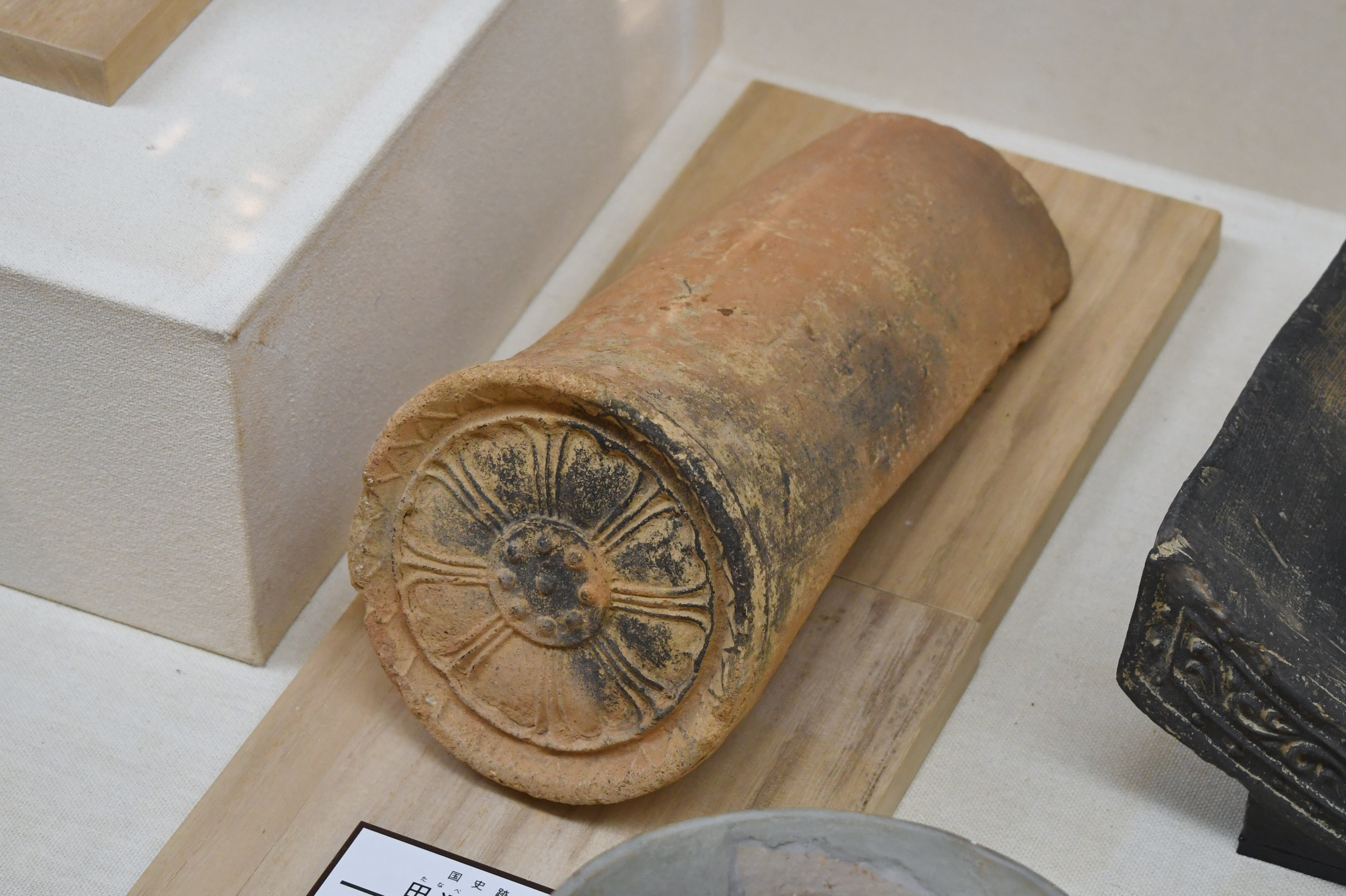
軒丸瓦 柏原市立歴史資料館展示。

## 文化財

### 国の史跡
- 田辺廃寺跡 - 1975年（昭和50年）7月19日指定[1][4]。

## 関連文献
（記事執筆に使用していない関連文献）
- 『田辺廃寺跡発掘調査概要 -柏原市田辺1丁目所在-（大阪府文化財調査概要 1971-2）』大阪府教育委員会、1972年。
- 『田辺廃寺跡発掘調査』春日神社、1973年。
- 「田辺廃寺」『柏原市埋蔵文化財発掘調査概報 1997年度（柏原市文化財概報1997-I）』柏原市教育委員会、1998年。 - リンクは奈良文化財研究所「全国遺跡報告総覧」。